# Mi sono innamorato di te (Tiziano Ferro)
Mi sono innamorato di te è un singolo del cantautore italiano Tiziano Ferro, pubblicato l'8 febbraio 2017.

## Descrizione
Si tratta di una reinterpretazione dell'omonimo brano inciso da Luigi Tenco nel 1962 ed inserito nel suo album Luigi Tenco. Ferro ha presentato per la prima volta dal vivo la propria versione in occasione dell'apertura del Festival di Sanremo 2017, in cui è apparso in qualità di ospite d'eccezione.

## Pubblicazione
Il singolo è stato inizialmente reso disponibile nei principali negozi digitali di musica, mentre il 14 aprile è stato commercializzato anche nel formato 7" in edizione limitata in occasione dell'annuale Record Store Day.
Il brano è stato successivamente inserito nell'edizione speciale dell'album Il mestiere della vita, pubblicata il 10 novembre dello stesso anno.

## Tracce
Testi e musiche di Luigi Tenco.
Download digitale
1. Mi sono innamorato di te – 3:00

7"
- Lato A

1. Mi sono innamorato di te – 3:00

- Lato B

1. Mi sono innamorato di te (Strumentale) – 3:00

## Formazione
Musicisti
- Tiziano Ferro – voce
- Valeriano Chiaravalle – arrangiamento, orchestrazione
- Luca Scarpa – arrangiamento, pianoforte
- Budapest Scoring Symphonic Orchestra – orchestra

Produzione
- Luca Scarpa – produzione
- Valeriano Chiaravalle – produzione
- Fabrizio Giannini – produzione esecutiva
- Michele Canova Iorfida – registrazione
- Pino "Pinaxa" Pischetola – missaggio
- Antonio Baglio – mastering

## Classifiche
| Classifica (2017) | Posizione massima |
| ----------------- | ----------------- |
| Italia            | 51                |